# Niraj

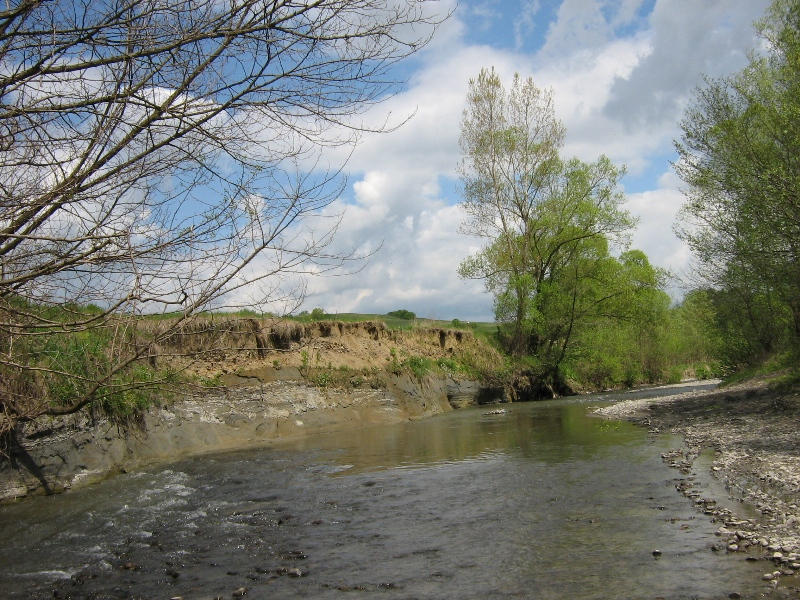

La Niraj (Nyarád en hongrois, Niersch en allemand) est une rivière roumaine du județ de Mureș.

## Géographie
La Niraj prend sa source dans les Monts Gurghiu, dans les Carpates orientales intérieures, à 1 409 m d'altitude avant de couler dans le sens nord-est/sud-ouest sur le Plateau de Târnava (Podișul Târnavelor) et de se jeter dans le Mureș, en aval de la ville d'Ungheni à 289 m m d'altitude.
Elle traverse successivement les villes de Miercurea Nirajului et Ungheni et les communes de Eremitu, Vărgata, Gălești, Păsăreni, Acățari, Crăciunești et Gheorghe Doja.

## Hydrographie
La Niraj est un affluent de la rive gauche du Mureș. Ses principaux affluents sont la Nirajul Mic, la Călugăreni, la Maiad, la Hodoșa, la Vărgata et la Tirirmia.